# Evangelisches Krankenhaus Castrop-Rauxel
Das Evangelische Krankenhaus Castrop-Rauxel ist ein Allgemeinkrankenhaus östlich von Bladenhorst in unmittelbarer Nähe zur Bundesautobahn 42 in Castrop-Rauxel. Es wurde 1892 gegründet. Träger ist die Evangelische Krankenhausgemeinschaft Herne/Castrop-Rauxel gGmbH.
Das Haus hat 11 Fachkliniken und 1 Kurzzeitbehandlungszentrum sowie einen teilstationären Bereich mit einer geriatrischen und einer psychiatrischen Tagesklinik. Es verfügt über 398 Betten und 900 Mitarbeiter.